# Crèdit Felanitxer
El Crèdit Felanitxer va ser una entitat financera creada a Felanitx l'any 1888. Es va fundar sota la forma d'una societat anònima de crèdit en 18 de març de 1888. En la seva constitució hi participaren 86 accionistes que aportaren un capital d'1.863.500 pessetes.
L'aparició del Crèdit Felanitxer com la del Banc de Felanitx va estar molt vinculada a la bona conjuntura econòmica d'aquells anys, que en el cas de Felanitx es veieren marcats per l'expansió del vinyet i els seus bons resultats en l'exportació vitícola a Espanya i França. El Crèdit Felanitxer va tenir una funció important en fer possible cobrir les necessitats de finançament de les empreses i famílies.